# Le Dernier Quart d'heure (film, 1962)
Pour les articles homonymes, voir Le Dernier Quart d'heure.
Pour plus de détails, voir Fiche technique et Distribution.
Le Dernier Quart d'heure est un film français réalisé par Roger Saltel en 1961, sorti en 1962.

## Synopsis
L'ancienne maîtresse de l'inspecteur Bart a été assassinée. Il doit mener l'enquête, mais des soupçons commencent à peser sur lui.

## Fiche technique
- Titre français : Le Dernier Quart d'heure
- Réalisation : Roger Saltel
- Scénario : Roger Saltel ; René Havard (dialoguiste)
- Photographie : Claude Lecomte
- Décors : Lucien Aguettand
- Créateur de l'affiche : Paul Souble
- Montage : Suzanne de Troye
- Musique : Steve Laurent
- Son : Julien Coutellier
- Producteur : Paul Grandjean
- Directeur de production : Roger Rosen
- Société de production : SOCINO
- Société de distribution : CFDC-UGC (France), S.B.D.C. (Belgique)
- Pays d'origine : France
- Format : Noir et blanc - 35 mm - Mono
- Genre : policier
- Durée : 92 minutes
- Tournage : du 2 février au 15 mars 1961.
- Visa d'exploitation en France N° 24674 (tous publics)
- Date de sortie : 13 juin 1962

## Distribution
- Georges Rivière : l'inspecteur Bart
- Lucile Saint-Simon : Michèle
- Luce Fabiole : la concierge
- René Havard : l'inspecteur Moret
- Dora Doll
- Michel Duplaix
- Lisette Lebon
- Jean Luisi
- Yvon Sarray
- Serge Sauvion
- Véronique Verlhac
- Joël Séria
- Jean-Paul Berthieu
- Simone Bach
- Vergez
- Robert Arday
- Françoise Lombard